# Qəpik

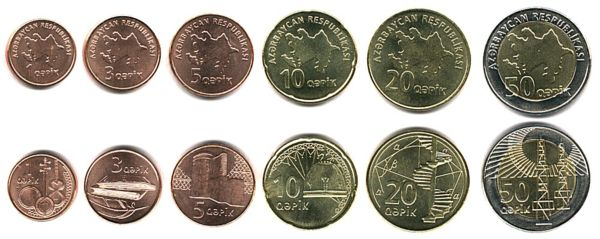
Monedes qəpik azerbaidjanès. Fila superior: anvers, fila inferior: revers.

El qəpik (pronunciat ɡæˈpic) és una unitat monetària de l'Azerbaidjan, equivalent a 1⁄100 del manat azerbaidjanès. La redenominació del manat el 2006 va introduir monedes de 1, 3, 5, 10, 20 i 50 qəpik en circulació.
Els bitllets d'1, 3 i 5 qəpik estan fets d'acer recobert de coure. Els de 10 i 20 qəpik són d'acer recobert de llautó, i el de 50 qəpik és bimetàl·lic.
La paraula qəpik es deriva de la paraula russa kopek (копе́йка, de копьё, "llança"), que va ser una moneda russa des de l'època d'Ivan el Terrible al segle XVI, i ara és la subunitat monetària del ruble rus, la hrívnia ucraïnès, el ruble belarús i el ruble transnistri.